# Aeroportul Haugesund
Aeroportul Haugesund (IATA: HAU, ICAO: ENHD) este un aeroport din Comuna Karmøy, Rogaland, Norvegia ce deservește zona Haugesund⁠(d). Aeroportul a fost tranzitat în 2023 de 621.302 pasageri. A fost deschis în 1975 și numit după Haugesund.
Situat la o altitudine de 23 m, aeroportul dispune de 1 pistă. Este operat de Avinor⁠(d).

## Infrastructură

### Piste
Aeroportul dispune de o singură pistă. Pista are orientarea 13/31. 